# Day alone プロジェクト
day alone プロジェクト（デイ・アローン・プロジェクト）は、日本の音楽ユニット・day after tomorrowと、エイベックス・エンタテインメントによるプロジェクトの名称である。

## 概要
9thシングル「lost angel」を題材に制作された『lost angel 〜あの日、碧にキミがいて〜』の好評を博して立案、「大切な日」「この日だけ」を意味するday aloneをキーワードに、day after tomorrowが小説、音楽、映画といった著作物と連動して、新しいエンターテインメントに挑戦する企画として開始された。
このプロジェクトの基盤として制作されたのが、映画『day alone〜マノーラと姫ちゃん〜』である。この映画はday after tomorrowの3か月連続作品リリースとコラボレートし3話に分けられ、シングル「君と逢えた奇蹟」「ユリノハナ」と、アルバム『day alone』の規格別DVDに収録された。
また、アルバム『day alone』と同時発売で小説版が、同年3月24日には漫画版が、3月25日には映画DVDがそれぞれ発売されている。